# Топа-де-Кріш
Топа-де-Кріш (рум. Topa de Criș) — село у повіті Біхор в Румунії. Входить до складу комуни Ваду-Крішулуй.
Село розташоване на відстані 397 км на північний захід від Бухареста, 47 км на схід від Ораді, 84 км на захід від Клуж-Напоки.

## Населення
За даними перепису населення 2002 року у селі проживали 477 осіб.
Національний склад населення села:
| Національність | Кількість осіб | Відсоток |
| -------------- | -------------- | -------- |
| румуни         | 460            | 96,4%    |
| цигани         | 10             | 2,1%     |
| угорці         | 7              | 1,5%     |

Рідною мовою назвали:
| Мова      | Кількість осіб | Відсоток |
| --------- | -------------- | -------- |
| румунська | 471            | 98,7%    |
| угорська  | 6              | 1,3%     |